# Aloe bowiea
Aloe bowiea (укр. Алое Боуї) — сукулентна рослина роду алое.

## Назва
Видова назва дана на честь Джеймса Боуї (англ. James Bowie; 1789—1869) — англійського садівничого та збирача рослин в Південній Африці, який першим зібрав цей вид.

## Історія
Вперше описаний англійським ботаніком Адріаном Гавортом у 1824 році в журналі «Philosophical Magazine and Journal» під назвою Bowiea africana. У 1829 році батько та син Йозеф Август та Юліус Герман Шультеси віднесли цей вид до роду алое

## Морфологічні ознаки
Рослини утворюють групи, рідко одиночні, що досягають розміру до 140 мм, групи утворюють килимки, які можуть бути до 500 мм в діаметрі. Стебла практично немає. Листки блідо-зеленого кольору, довгі та тонкі, розширюються в основі, біля якої розташовані білясті плями. На краях листів присутні крихітні білі зубчики. Суцвіття просте, до 250 мм заввишки. Квітки маленькі, тьмяно-зеленого кольору. Цвіте протягом усього року, особливо рослини в культурі. Більше квітів з'являється в літні місяці.

## Місця зростання
Aloe bowiea — ендемічна рослина Південно-Африканської Республіки. Ареал обмежується невеликою площею в Східно-Капській провінції біля населених пунктів Порт-Елізабет, Ейтенхахе, Коега і Карієга.

## Охоронні заходи
Вид включений до додатку II конвенції про міжнародну торгівлю видами дикої фауни і флори, що перебувають під загрозою зникнення (CITES).
Включений до Червоного списку південноафриканських рослин (англ. Red List of South African Plants). Має статус «під загрозою зникнення» через колекціонування та міську і промислову експансії.
Область поширення (ЕОО) становить 550 км², площа, яку займають субпопуляції (AOO) не перевищує 5 км². Зафіковане місцеве вимирання в чотирьох із семи зареєстрованих місць зростання. Скорочення чисельності рослин за останні 19 років склало 60-70 % через нелегальний збір, випас великої рогатої худоби, розширення житлового будівництва та будівництво зони промислового розвитку. В даний час цей вид існує у трьох сильно роздроблених субпопуляціях. Із запланованим розширенням зони промислового розвитку Коега, очікуваний приплив людей, що шукають роботу, може призвести до масового розростання міст та значного збільшення обсягів утримання великої рогатої худоби. Прогнозується, що чисельність цього виду знизиться на 20 % протягом наступних п'яти років.
Не зафіксований в жодній природоохоронній території.

## Утримання та використання
Утримують від трохи притінених місцях до повного сонця. Ретельний поливають в період вегетації. Обов'язково захищають від замерзання.